# Janowo Leśne
Janowo Leśne (Janowo) – nieoficjalna nazwa osady wsi Janówka w Polsce położony w województwie pomorskim, w powiecie malborskim, w gminie Stare Pole.
Miejscowość leży na obszarze Żuław Elbląskich na północ od miejscowości Kaczynos.
W latach 1975–1998 miejscowość administracyjnie należała do województwa elbląskiego.